# 第37普通科連隊
第37普通科連隊（だいさんじゅうななふつうかれんたい、JGSDF 37th Infantry Regiment）は、陸上自衛隊信太山駐屯地（大阪府和泉市）に駐屯する第3師団隷下の普通科連隊である。

## 概要
1962年（昭和37年）1月に第7普通科連隊第3大隊を基幹として陸上自衛隊に37番目に編成された普通科連隊である。連隊本部、本部管理中隊、5個普通科中隊、重迫撃砲中隊により編成される。連隊長は1等陸佐（二）が充てられ、信太山駐屯地司令を兼務する。
訓練は主に信太山演習場と饗庭野演習場で実施している。
「菊水連隊」とも称された大日本帝国陸軍の歩兵第37連隊の称号をそのまま継承しており、連隊番号や菊水紋も継承している。

## 沿革
第7連隊第3大隊
- 1951年（昭和26年）5月1日：第3管区隊第7連隊第3大隊が舞鶴駐屯地において編成完結。
- 1952年（昭和27年）7月9日：舞鶴駐屯地から久居駐屯地に移駐。
- 1954年（昭和29年）6月24日：久居駐屯地から富士駐屯地へ移駐。

第7普通科連隊第3大隊
- 1954年（昭和29年）7月1日：陸上自衛隊発足により、第7普通科連隊第3大隊に称号変更。
- 1957年（昭和32年）9月2日：富士駐屯地から信太山駐屯地へ移駐。

第37普通科連隊
- 1962年（昭和37年）1月18日：第3管区隊の第3師団への改編に伴い、第7普通科連隊第3大隊を基幹として信太山駐屯地に新編。
- 1992年（平成04年）3月27日：第3師団の近代化改編に伴い、自動車化連隊に改編。
- 1994年（平成06年）3月28日：第3対戦車隊の廃止に伴い、対戦車中隊を隷下に新編。普通科中隊に81mm迫撃砲 L16を、120mm迫撃砲 RTが配備。
- 2006年（平成18年）3月27日：第3師団の即応近代化師団への改編。

1. 対戦車中隊および本部管理中隊管理整備小隊を廃止。
2. 対戦車中隊を基幹として第5普通科中隊を新編。
3. 後方支援体制変換に伴い、整備部門を第3後方支援連隊第2整備大隊第3普通科直接支援中隊へ移管。

## 部隊編成
- 第37普通科連隊本部
- 本部管理中隊「37普-本」
  - 中隊本部
  - 連隊本部班：82式指揮通信車
  - 情報小隊：軽装甲機動車、偵察用オートバイ
  - 施設作業小隊：小型ドーザ、資材運搬車
  - 通信小隊
  - 補給小隊：3 1/2tトラック
  - 衛生小隊：1トン半救急車
  - 狙撃班
- 第1普通科中隊「37普-1」：高機動車、81mm迫撃砲 L16、01式軽対戦車誘導弾
- 第2普通科中隊「37普-2」：高機動車、81mm迫撃砲 L16、01式軽対戦車誘導弾
- 第3普通科中隊「37普-3」：高機動車、81mm迫撃砲 L16、01式軽対戦車誘導弾
- 第4普通科中隊「37普-4」：高機動車、81mm迫撃砲 L16、01式軽対戦車誘導弾
- 第5普通科中隊「37普-5」：軽装甲機動車、81mm迫撃砲 L16、01式軽対戦車誘導弾
- 重迫撃砲中隊「37普-重」：120mm迫撃砲 RT

## 整備支援部隊
- 第3後方支援連隊第2整備大隊第3普通科直接支援中隊「3後支-2整-3」（信太山駐屯地）：2006年（平成18年）3月27日から

## 主要幹部
| 官職名                               | 階級    | 氏名     | 補職発令日     | 前職                 |
| ------------------------------------ | ------- | -------- | -------------- | -------------------- |
| 第37普通科連隊長 兼 信太山駐屯地司令 | 1等陸佐 | 伊藤亮基 | 2025年03月24日 | 中部方面総監部法務官 |

| 代 | 氏名       | 在職期間                        | 前職                                            | 後職                                                      |
| -- | ---------- | ------------------------------- | ----------------------------------------------- | --------------------------------------------------------- |
| 01 | 片山正太郎 | 1962年01月18日 - 1965年03月21日 | 第7普通科連隊付                                 | 第3教育団副団長                                           |
| 02 | 鬼澤薫     | 1965年03月22日 - 1967年03月15日 | 陸上自衛隊幹部学校付                            | 陸上自衛隊幹部学校学校教官                                |
| 03 | 登弘美     | 1967年03月16日 - 1968年11月30日 | 陸上幕僚監部第2部付                             | 陸上幕僚監部第5部総括班長                                 |
| 04 | 大出一雄   | 1968年12月01日 - 1971年03月15日 | 陸上自衛隊幹部候補生学校勤務                    | 陸上自衛隊富士学校 普通科教育部副部長 兼 同校同部教務課長 |
| 05 | 壹岐安坦   | 1971年03月16日 - 1973年03月15日 | 陸上自衛隊富士学校勤務                          | 東部方面総監部第4部長                                     |
| 06 | 蔀哲朗     | 1973年03月16日 - 1974年07月15日 | 東北方面総監部募集課長                          | 北部方面総監部第1部長                                     |
| 07 | 横地光明   | 1974年07月16日 - 1976年03月15日 | 陸上幕僚監部第3部編成班長                       | 陸上幕僚監部第4部副部長                                   |
| 08 | 曽根輝雄   | 1976年03月16日 - 1978年01月29日 | 陸上自衛隊幹部学校企画室勤務                    | 陸上幕僚監部人事部補任課長                                |
| 09 | 平塚宏     | 1978年01月30日 - 1979年07月31日 | 陸上幕僚監部第1部人事班長                       | 第8師団司令部幕僚長                                       |
| 10 | 山下正夫   | 1979年08月01日 - 1982年03月15日 | 第2陸曹教育隊長                                 | 自衛隊福井地方連絡部長                                    |
| 11 | 金澤孝一   | 1982年03月16日 - 1984年03月15日 | 防衛研修所所員                                  | 中央資料隊長                                              |
| 12 | 松田康成   | 1984年03月16日 - 1986年03月31日 | 西部方面総監部防衛部防衛課長                    | 統合幕僚会議事務局第3幕僚室 教育訓練班長                  |
| 13 | 加賀田眞   | 1986年08月01日 - 1989年03月15日 | 防衛庁防衛局調査第1課勤務                       | 陸上幕僚監部調査部調査第2課長                             |
| 14 | 井上文彦   | 1989年03月16日 - 1991年03月31日 | 陸上幕僚監部調査部調査第2課 調査第1班長         | 中部方面総監部調査部長                                    |
| 15 | 渡邊光啓   | 1991年04月01日 - 1993年03月23日 | 中部方面総監部防衛部防衛課長                    | 陸上幕僚監部人事部厚生課長                                |
| 16 | 志水民明   | 1993年03月24日 - 1996年03月24日 | 西部方面総監部人事部厚生課長                    | 陸上自衛隊幹部候補生学校学生隊長                          |
| 17 | 輪倉昇     | 1996年03月25日 - 1997年06月30日 | 陸上幕僚監部装備部装備計画課 企画班長           | 陸上幕僚監部人事部人事計画課長                            |
| 18 | 泉一成     | 1997年07月01日 - 1998年06月30日 | 中央資料隊付                                    | 陸上幕僚監部防衛部防衛課長                                |
| 19 | 三好榮治   | 1998年07月01日 - 2001年03月26日 | 第10師団司令部第3部長                           | 中部方面総監部人事部長                                    |
| 20 | 宮本修一   | 2001年03月27日 - 2003年07月31日 | 第10師団司令部第3部長                           | 防衛大学校訓練部訓練課長                                  |
| 21 | 山下純夫   | 2003年08月01日 - 2005年07月31日 | 情報本部勤務                                    | 情報本部勤務                                              |
| 22 | 川原光雄   | 2005年08月01日 - 2007年12月02日 | 陸上幕僚監部監理部総務課監理班長                | 陸上自衛隊研究本部主任研究開発官                          |
| 23 | 柴田昭市   | 2007年12月03日 - 2009年03月23日 | 陸上幕僚監部人事部人事計画課 企画班長           | 陸上幕僚監部教育訓練部 教育訓練計画課長                   |
| 24 | 大庭秀昭   | 2009年03月24日 - 2011年08月04日 | 西部方面総監部防衛部防衛課長                    | 東北方面総監部防衛部長                                    |
| 25 | 古庄信二   | 2011年08月05日 - 2013年08月21日 | 第2師団司令部第3部長                            | 国際活動教育隊長 兼 駒門駐屯地司令                        |
| 26 | 吉田壮介   | 2013年08月22日 - 2016年03月22日 | 陸上幕僚監部運用支援・情報部 情報課総合情報班長 | 統合幕僚監部運用部運用第1課 特殊作戦室長                  |
| 27 | 丸尾寿明   | 2016年03月23日 - 2018年03月22日 | 第4師団司令部第3部長                            | 陸上幕僚監部人事教育部 厚生課給与室長                     |
| 28 | 伊藤優一郎 | 2018年03月23日 - 2019年08月22日 | 陸上幕僚監部監理部総務課企画班長                | 陸上幕僚監部監理部総務課庶務室長                          |
| 29 | 山田篤     | 2019年08月23日 - 2020年12月21日 | 東北方面総監部防衛部防衛課長                    | 陸上幕僚監部人事教育部 人事教育計画課教育室長             |
| 30 | 東直史     | 2020年12月22日 - 2023年03月12日 | 陸上自衛隊富士学校主任教官                      | 陸上自衛隊補給統制本部総務部 人事課長                     |
| 31 | 三浦滋     | 2023年03月13日 - 2025年03月23日 | 東部方面総監部情報部情報課長                    |                                                           |
| 32 | 伊藤亮基   | 2025年03月24日 -                | 中部方面総監部法務官                            |                                                           |

## 主要装備
- 軽装甲機動車
- 高機動車
- 1/2tトラック / 73式小型トラック
- 1 1/2tトラック / 73式中型トラック
- 3 1/2tトラック / 73式大型トラック
- 89式5.56mm小銃
- 5.56mm機関銃
- 12.7mm重機関銃
- 対人狙撃銃　レミントン M24 SWS
- 84mm無反動砲
- 01式軽対戦車誘導弾
- 81mm迫撃砲 L16
- 120mm迫撃砲 RT

## 警備隊区
警備隊区は大阪府南部、和歌山県全域。
各中隊は大阪府および和歌山県それぞれに警備隊区を有する。
|               | 大阪府                                                                       | 和歌山県                                                             |
| ------------- | ---------------------------------------------------------------------------- | -------------------------------------------------------------------- |
| 第1普通科中隊 | 岸和田市、貝塚市、泉佐野市、泉南郡（熊取町、田尻町）                         | 和歌山市、海南市、海草郡紀美野町                                     |
| 第2普通科中隊 | 堺市、高石市                                                                 | 田辺市、西牟婁郡（白浜町、上富田町、すさみ町）                       |
| 第3普通科中隊 | 富田林市、大阪狭山市、羽曳野市、松原市、藤井寺市、南河内郡（太子町、河南町） | 御坊市、日高郡（美浜町、日高町、由良町、印南町、みなべ町、日高川町） |
| 第4普通科中隊 | 和泉市、泉大津市、泉北郡忠岡町                                               | 有田市、有田郡（湯浅町、広川町、有田川町）                           |
| 第5普通科中隊 | 泉南市、阪南市、泉南郡岬町                                                   | 橋本市、紀の川市、岩出市、伊都郡（かつらぎ町、九度山町、高野町）     |
| 重迫撃砲中隊  | 河内長野市、南河内郡千早赤阪村                                               | 新宮市、東牟婁郡（那智勝浦町、太地町、古座川町、北山村、串本町）     |

## 廃止（改編）部隊
- 2006年（平成18年）3月26日廃止
  - 第37普通科連隊本部管理中隊管理整備小隊「37普-本」（信太山駐屯地）：整備部門を第3後方支援連隊第2整備大隊第3普通科直接支援中隊へ移管。
  - 第37普通科連隊対戦車中隊「37普-対戦」（信太山駐屯地）：対戦車中隊を基幹として第5普通科中隊を新編。

## 事故
- 2018年11月15日：饗庭野演習場にて、81mm迫撃砲L16から発射された榴弾3発が演習場外に落下[4]。
- 2019年9月20日：饗庭野演習場にて、試射した照明弾などの部品が演習場外に落下[5]。